# 9334 Moesta
9334 Moesta è un asteroide della fascia principale. Scoperto nel 1990, presenta un'orbita caratterizzata da un semiasse maggiore pari a 2,6327098 UA e da un'eccentricità di 0,1709211, inclinata di 11,89785° rispetto all'eclittica.